# Codex Sangallensis 479
Der Codex Sangallensis 479 (Cod. Sang. 479) ist das deutsche Gebetbuch der Dorothea von Hof, das sie 1483/1484 kompilierte und mit eigener Hand niederschrieb. Der Codex wird in der Stiftsbibliothek St. Gallen aufbewahrt.

## Geschichte
Bei der Schreiberin Dorothea von Hof handelt es sich nach der Dissertation Undine Brückners nicht um eine Konventualin eines Klosters in der heutigen Ostschweiz, sondern um eine Konstanzer Patrizierin, die auch einen fast 800-seitigen Codex Das bůch der götlichen Liebe und summe der tugent niederschrieb.
Johann Nepomuk Hauntinger erwarb die Handschrift gegen Ende des 18. Jahrhunderts für die Stiftsbibliothek.

## Beschreibung
Die Handschrift wurde «sorgfältig angelegt». Sie hat 554 Seiten mit den Abmessungen 12,5 cm × 10 Zentimeter. Der Codex ist von einer einzigen Hand in «sehr regelmässiger» halbkursiver spätgotischer Buchschrift 17-zeilig mit Blindlinierung geschrieben. Zum Buchschmuck gehören ein- bis zweizeilige Lombarden sowie rubrizierte Zierstriche. Der Codex wurde mit zwölf figürlichen Miniaturen illuminiert, die der Passion Jesu vom Ölberg bis zur Auferstehung folgen. In diese «hübschen» Initialfiguren wurden runde Kupferstich-Medaillons eingeklebt und koloriert. Weiterer Zierrat sind  nicht ohne Kunst versehen mit sehr farbenfreudige Bordüren im klassischen Stil der Stundenbücher, die «nicht ohne Kunst» ausgeführt wurden.
Schreibsprache ist der alemannischem Sprachduktus. Beschreibstoff ist sehr regelmässiges, gut präpariertes Papier. Das einzige Wasserzeichen zeigt mit einer «Ente mit Knauf» eine sehr seltene Figur. Der Hersteller konnte nicht identifiziert werden.
Der Einband stammt ebenfalls aus dem 15. Jahrhundert. Er ist in rotem Leder auf Holzdeckeln ausgeführt und hat «sehr hübsche» Messingschliessen. Schliessband und Haken gingen verloren. Die Spiegelblätter sind aus Pergament, auf dem hinteren hat der Buchbinder Zahleneinträge mit rotem Farbstift vorgenommen. Vergleichbare Vermerke sind auch in St. Galler Einbänden aus dieser Zeit zu finden. Zahlreiche Ledersignakel waren ehemals vergoldet.
Den Inhalt des Gebetbuchs hat Dorothea von Hof zusammengestellt: Kleines Offizium, Psalmen und Passionsgeschichte, Totenvesper, Aus Seuses Horologium der ewigen Weisheit sowie Gebete. Eine zweite Hand hat das Pange lingua nachgetragen.
Die Handschrift wurde im Rahmen des Projektes e-codices – Virtuelle Handschriftenbibliothek der Schweiz digitalisiert und ist dort frei zugänglich.

## Belege
1. ↑  Undine Brückner: Dorothea von Hof. „Das bůch der götlichen Liebe und summe der tugent“. Studien zu einer Konstanzer Kompilation geistlichen Texte des 14. und 15. Jahrhunderts (Dissertation Oxford). Thorbecke, Ostfildern 2015, ISBN 978-3-7995-6844-9.
2. 1 2 3 4 5  St. Gallen, Stiftsbibliothek, Cod. Sang. 479 bei e-codices. Abgerufen am 7. März 2025.